# Clase S5
S5 es el nombre en clave de una clase planificada de submarinos de misiles balísticos de propulsión nuclear de la India que se están desarrollando actualmente para la Armada de la India. El S5 pesará alrededor del doble que los submarinos de la anterior clase Arihant. Se espera que comience la producción en 2022.

## Diseño
Se planea que la clase S5 de submarinos pese alrededor de 13.500 toneladas (13.300 toneladas largas; 14.900 toneladas cortas). Están planeados para estar armados con hasta doce o dieciséis misiles balísticos K6 lanzados desde submarinos (SLBM), cada uno armado con múltiples vehículos de reentrada de objetivos independientes.

## Desarrollo
El gobierno de la India realizó una evaluación de la capacidad de la India para diseñar y construir una clase de tres nuevos submarinos de misiles balísticos con nombre en código S5 en 2006 cuando se dio cuenta de que la capacidad del reactor y la carga útil de los submarinos de la clase Arihant era limitada. Inicialmente, se planeó que estos submarinos entraran en funcionamiento a partir de 2021, pero luego se retrasaron. Este retraso había llevado al gobierno indio a pedir un submarino de clase Arihant adicional en 2012 para evitar la inactividad de la línea de producción.
Según los informes del 4 de diciembre de 2022, el submarino de clase S5 entrará en producción para el año 2027.